# Xã Richfield, Quận Adams, Illinois
Xã Richfield (tiếng Anh: Richfield Township) là một xã thuộc quận Adams, tiểu bang Illinois, Hoa Kỳ. Năm 2010, dân số của xã này là 411 người.